# دانیال رحیمی
دانیال رحیمی (زادهٔ ۲۸ آوریل ۱۹۸۷) یک بازیکن هاکی روی یخ ایرانی‌تبار اهل سوئد است. وی از پدری ایرانی و مادری سوئدی متولد شده است.